# Пауль Шокемеле
Пауль Шокемеле (нім. Paul Schockemöhle, 22 березня 1945) — німецький вершник.
Срібний призер Олімпійських Ігор 1976 року в командному конкурі, бронзовий призер 1984 року в командному конкурі.
Срібний призер Чемпіонату світу з конкуру 1982 року в командному конкурі.
Чемпіон Європи з конкуру 1981 (індивідуальний конкур), 1981 (командний конкур), 1983 (індивідуальний конкур), 1985 (індивідуальний конкур) років, срібний призер 1979 (індивідуальний конкур), 1979 (командний конкур) років, бронзовий призер 1977 (командний конкур), 1983 (командний конкур), 1985 (командний конкур) років.